# 沙托福尔 (上普罗旺斯阿尔卑斯省)
沙托福尔（法語：Châteaufort，法語發音：[ʃatofɔʁ]）是法国上普罗旺斯阿尔卑斯省的一个市镇，位于该省西北部，属于福卡尔基耶区。

## 地理
沙托福尔（44°16'27"N, 6°0'58"E）面积13.73 平方千米，位于法国普罗旺斯-阿尔卑斯-蓝色海岸大区上普罗旺斯阿尔卑斯省，该省份为法国东南部内陆省份，北起上阿尔卑斯省，西接沃克吕兹省，西北接德龙省，南至瓦尔省，东临滨海阿尔卑斯省，东北部与意大利接壤。
与沙托福尔接壤的市镇（或旧市镇、城区）包括：克拉芒萨讷、拉莫特迪凯尔、尼布勒、圣热涅、瓦拉瓦尔、瓦莱尔讷。

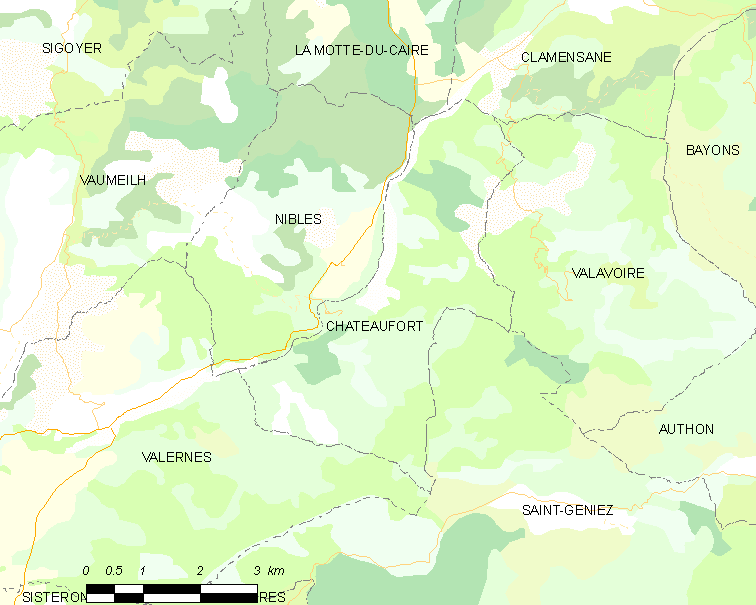
的OSM定位图

沙托福尔的时区为UTC+01:00、UTC+02:00（夏令时）。

## 行政
沙托福尔的邮政编码为04250，INSEE市镇编码为04050。

## 政治
沙托福尔所属的省级选区为塞讷县。

## 人口

1962-2008年间人口变化图示

沙托福尔于2022年1月1日时的人口数量为25人。